# ناتان بور
ناتان بور (انگلیسی: Nathan Bor; march ۱, ۱۹۱۳ – ۱۳ ژوئن ۱۹۷۲ (۵۹ ساله)) بوکسور اهل ایالات متحده آمریکا بود.